# Chambœuf, Loire
Chambœuf är en kommun i departementet Loire i regionen Auvergne-Rhône-Alpes i centrala Frankrike. Kommunen ligger i kantonen Saint-Galmier som tillhör arrondissementet Montbrison. År 2022 hade Chambœuf 1 782 invånare.

## Befolkningsutveckling
Antalet invånare i kommunen Chambœuf
| Referens: INSEE |